# Padre Burgos (Southern Leyte)
Padre Burgos is een gemeente in de Filipijnse provincie Southern Leyte op het eiland Leyte. Bij de laatste census in 2007 had de gemeente ruim 10 duizend inwoners.

## Geografie

### Bestuurlijke indeling
Padre Burgos is onderverdeeld in de volgende 11 barangays:
| - Buenavista - Bunga - Cantutang - Dinahugan - Laca - Lungsodaan | - Poblacion - San Juan - Santa Sofia - Santo Rosario - Tangkaan |

## Demografie
Padre Burgos had bij de census van 2007 een inwoneraantal van 10.194 mensen. Dit zijn 1.268 mensen (14,2%) meer dan bij de vorige census van 2000. De gemiddelde jaarlijkse groei komt daarmee uit op 1,85%, hetgeen lager is dan het landelijk jaarlijks gemiddelde over deze periode (2,04%). Vergeleken met de census van 1995 is het aantal mensen met 2.601 (34,3%) toegenomen.

De bevolkingsdichtheid van Padre Burgos was ten tijde van de laatste census, met 10.194 inwoners op 25,65 km², 397,4 mensen per km².